# Draconarius stemmleri
Draconarius stemmleri là một loài nhện trong họ Amaurobiidae.
Loài này thuộc chi Draconarius. Draconarius stemmleri được Paolo Marcello Brignoli miêu tả năm 1978.